# Зелёное (Покровский район)
Зелёное (укр. Зелене) — село на территории Украины, находится в Покровском районе Донецкой области.
Код КОАТУУ — 1422782804. Население по переписи 2001 года составляет 220 человек. Почтовый индекс — 85362. Телефонный код — 623.
В конце января 2025 года в ходе боёв за Покровск в рамках вторжения России на Украину село было занято Вооружёнными силами РФ.